# Инчэн
Инчэ́н (кит. упр. 应城, пиньинь Yìngchéng) — город уездного значения, входящий в городской округ Сяогань провинции Хубэй (КНР).

## История
В 454 году, во времена южной империи Сун, из уезда Аньлу был выделен уезд Инчэн (应城县). Во времена империи Суй он был переименован в Инъян (应阳县), но во времена империи Тан ему было в 621 году возвращено прежнее название.
В 1949 году был образован Специальный район Сяогань (孝感专区), и уезд вошёл в его состав. В 1959 году Специальный район Сяогань был расформирован, и входившие в его состав административные единицы перешли под управление властей Уханя, но в 1961 году Специальный район Сяогань был воссоздан.
В 1970 году Специальный район Сяогань был переименован в Округ Сяогань (孝感地区).
27 мая 1986 года уезд Инчэн был преобразован в городской уезд.
Постановлением Госсовета КНР от 10 апреля 1993 года округ Сяогань был преобразован в городской округ.

## Административное деление
Городской уезд делится на 5 уличных комитетов и 10 посёлков.